# 安徽省人民委员会
安徽省人民委员会是1955年3月至1968年4月间中华人民共和国安徽省的省级国家行政机关。 

## 历任领导

### 安徽省一届人大期间
- 任期：1955年3月—1958年11月
- 省长：黄岩
- 副省长：李世农、张恺帆、沈子修、桂林栖、王光宇（1956年5月－）、苏毅然（1956年5月－）、余亚农（1956年5月－）、陆学斌（1956年5月－）、马长炎（1956年5月－）、陈荫南

### 安徽省二届人大期间
- 任期：1958年11月—1964年9月
- 省长：黄岩
- 副省长：孙仲德、张恺帆、王光宇、苏毅然、陆学斌、余亚农、马长炎、陈荫南、桂蓬、王中、姚克、宋孟邻（1960年5月－）、黄耀南（1960年5月－）、彭宗珠（1960年5月－）、张祚荫（1960年5月－）、戴戟（1962年7月－）

### 安徽省三届人大期间
- 任期：1964年9月—1968年4月
- 省长：黄岩
- 副省长：张恺帆、王光宇、陆学斌、马长炎、桂蓬、王中、姚克、彭宗珠、张祚荫、戴戟、李任之、李凡夫、朱光（1966年3月－）